# Lac Cakwecio
Lac Cakwecio är en sjö i Kanada.   Den ligger i regionen Mauricie och provinsen Québec, i den sydöstra delen av landet, 280 km nordost om huvudstaden Ottawa. Lac Cakwecio ligger 406 meter över havet. Den ligger vid sjön Lac Châteauvert.
I omgivningarna runt Lac Cakwecio växer i huvudsak blandskog. Trakten runt Lac Cakwecio är nära nog obefolkad, med mindre än två invånare per kvadratkilometer.